# Мапл-Лейк (Міннесота)
Мапл-Лейк (англ. Maple Lake) — місто (англ. city) в США, в окрузі Райт штату Міннесота. Населення — 2159 осіб (2020).

## Географія
Мапл-Лейк розташований за координатами 45°13′57″ пн. ш. 94°0′34″ зх. д. / 45.23250° пн. ш. 94.00944° зх. д. (45.232629, -94.009516).  За даними Бюро перепису населення США в 2010 році місто мало площу 5,85 км², з яких 5,77 км² — суходіл та 0,08 км² — водойми.

## Демографія
Згідно з переписом 2010 року, у місті мешкало 2059 осіб у 773 домогосподарствах у складі 528 родин. Густота населення становила 352 особи/км².  Було 822 помешкання (140/км²).
Расовий склад населення:
| - 97,2 % — білих - 0,7 % — чорних або афроамериканців - 0,3 % — азіатів - 0,2 % — корінних американців |

До двох чи більше рас належало 1,4 %. Частка іспаномовних становила 0,9 % від усіх жителів.
За віковим діапазоном населення розподілялося таким чином: 31,0 % — особи молодші 18 років, 59,7 % — особи у віці 18—64 років, 9,3 % — особи у віці 65 років та старші. Медіана віку мешканця становила 32,3 року. На 100 осіб жіночої статі у місті припадало 95,0 чоловіків;  на 100 жінок у віці від 18 років та старших — 94,8 чоловіків також старших 18 років.
Середній дохід на одне домашнє господарство  становив 63 038 доларів США (медіана — 60 324), а середній дохід на одну сім'ю — 73 206 доларів (медіана — 69 706). За межею бідності перебувало 7,4 % осіб, у тому числі 4,7 % дітей у віці до 18 років та 11,4 % осіб у віці 65 років та старших.
Цивільне працевлаштоване населення становило 1035 осіб. Основні галузі зайнятості: освіта, охорона здоров'я та соціальна допомога — 24,3 %, виробництво — 19,5 %, роздрібна торгівля — 14,4 %.